# Arthur de Capell
Arthur de Capell-Brooke (Northamptonshire, 22 de junio de 1791 – Oakley Hall, 6 de diciembre de 1858) II baronet de Capell-Brooke, dibujante y escritor británico de libros de viajes.

## Biografía
Descendía de una familia originaria de Cheshire. Fue educado en el Magdalen College de Oxford, donde se graduó BA el 20 de mayo de 1813 y MA el 5 de junio de 1816. El 27 de noviembre de 1829, como primero de sus hijos, sucedió a su padre en título y propiedades. Entró en el ejército y en 1846 obtuvo el rango de comandante. Pasó gran parte de su vida en viajes al extranjero. Fue miembro de la Royal Geographical Society (1823) y cofundador del Raleigh Club (1827). Viajó al norte de Noruega, Laponia, Suecia, Finlandia, Rusia y las regiones árticas de Europa en 1820, donde dijo haberse informado de la existencia de monstruos marinos. Más tarde viajó entre las localidades de Alta y Torneå describiendo cómo sus gentes descubrieron el café. Más tarde viajó al sur, a España y Marruecos durante 1826 y 1827; escribió e ilustró varios libros contando estos viajes. En agosto de 1827 se encontró en Lisboa con su amigo Lord Porchester, según éste menciona en su libro Portugal and Gallicia, (1836-1837). Fue un miembro original del Club de Viajeros, pero, lamentando se hubiese perdido el espíritu pionero y explorador original, fundó en 1821 el Club Raleigh, que presidió muchos años y se mezcló con la Royal Geographical Society. Fue diputado teniente de Northamptonshire y en 1843 fue elegido sheriff del condado. Miembro tanto de la Royal Society como de la Royal Geographical Society y de un carácter reservado y retraído, estaba incapacitado para la lucha política, pero en sus últimos años se tomó un interés activo en la causa de la temperancia y diversas fundaciones religiosas y de beneficencia. Falleció en el Oakley Hall el 6 de diciembre de 1858. No dejó descendientes, aunque se casó en 1851, y fue sucedido en título y haciendas por su hermano.

## Obra
- Travels through Sweden, Norway, and Finmark to the North Cape, in the Summer of 1820, (1823)
- Winter Sketches in Lapland. Illustrations of a Journey from Alten on the Shores of the Polar Sea in 60o 55" North Lat. through Norwegian, Russian, and Swedish Lapland to Torneå at the Extremity of the Gulf of Bothnia. Intended to Exhibit a Complete View of the Mode of Travelling with Rein-Deer, the most Striking Incidents that Occurred during the Journey, and the General Character of the Winter Scenery of Lapland. (1826)
- A Winter in the North Cape, with various Observations relating to Finmark and its Inhabitants; made during a Residence at Hammerfest, near the North Cape, London: John Murray, 1827.
- Sketches in Spain and Morocco, London: Henry Colburn and Richard Bently, 1831, 2 vols.